# Philippe Col
Philippe Col (né le 14 juin 1956 à Suresnes à l'époque dans la Seine et aujourd'hui dans les Hauts-de-Seine) est un joueur de football français qui évoluait au poste de défenseur et de milieu de terrain, avant de devenir ensuite entraîneur.

## Biographie

### Carrière de joueur
Philippe Col commence sa carrière au Red Star. Il joue ensuite pendant cinq saisons en faveur du Paris Saint-Germain. Il évolue par la suite avec les équipes du SC Toulon Var et du FC Sète. La fin de sa carrière s'effectue dans clubs amateurs, notamment avec l'Olympique Saint-Quentin.
Il dispute 124 matchs en Division 1 et 137 matchs en Division 2, pour deux buts inscrits en championnat. Il joue également deux matchs en Coupe des Coupes avec le PSG.

## Palmarès
Paris Saint-Germain
- Coupe de France (1) :
  - Vainqueur : 1981-82.